# 구마노쇼촌
구마노쇼촌(熊之庄村)은 일본 아이치현 니시카스가이군에 설치되었던 촌이다. 현재의 기타나고야시·고마키시의 일부에 해당한다.